# Zak Bagans
Zak Bagans (Washington, D.C, 5 april 1977) is een Amerikaanse presentator, tv-persoonlijkheid en onderzoeker van het paranormale. Hij is het meest bekendst als bedenker en presentator van het programma Ghost Adventures. Daarnaast heeft hij enkele boeken over het paranormale op zijn naam staan en is sinds 2017 eigenaar van een paranormaal museum in zijn woonplaats in Las Vegas.

## Biografie
Zak Bagans werd geboren op 5 april 1977 in Washington D.C. Hij deed eindexamen in 1995 en volgde zijn vervolgopleiding aan de Motion Picture Institute in Michigan. Volgens Bagans is hij altijd sceptisch geweest over het paranormale, totdat hij in zijn appartement in Michigan een ontmoeting had met de geest van een vrouw die zelfmoord had gepleegd in zijn appartement.  Begin 2002 verhuisde hij naar Las Vegas waar hij werk vond als diskjockey bij huwelijksaangelegenheden. Hier ontmoette hij Nick Groff, een collega DJ die zijn interesse voor het paranormale deelde.
In 2004 maakte Bagans samen met Groff en een vriend van Bagans, Aaron Goodwin, een documentaire film genaamd Ghost Adventures waarin de drie zelfstandig en alleen onderzoek deden met een camera op enkele plekken in en om Las Vegas. De film werd in 2006 uitgegeven door 4Reel Productions en uitgezonden door onder andere Travel Channel die besloten om er een documentaire televisieserie van te maken met Bagans in de hoofdrol en als producer.

## Film en televisie

### Televisie
- Ghost Adventures - Presentator, schrijver en producer (2008 - Heden)
- Paranormal Challenge - Presentator (2011)
- Paranormal Paparazzi - Gast (als zichzelf) (2012)
- Ghost Adventures: Afterschock - Presentator (2014-2016)
- Deadly Possessions - Presentator (2016 - Heden)

### Film
- Ghost Adventures - Presentator  en producer (2004)
- Demon House - Presentator, schrijver, producer, regisseur (2018)

## Kritiek
Bagans wordt regelmatig bekritiseerd door zowel sceptici als niet-sceptici. Veel niet-sceptici keuren zijn methodes tijdens zijn paranormale onderzoeken niet goed. Dit heeft te maken met zijn veelal erg confronterende en agressieve toon en methodes die hij gebruikt. Bagans zelf praat dit goed door te zeggen dat hij dit enkel doet bij geesten die slecht zijn en de levenden aanvallen en bij demonen. Ook menen veel niet-sceptici dat hij de laatste jaren te veel aan het verheerlijken van demonen en duivelsaanbidding doet, en dat hij mogelijk zelf lijdt onder een demonische invloed.   
Sceptici hebben kritiek op Bagans op zijn werk en programma en manier van aanpakken en claimen dat hij het paranormale totaal uitmelkt.